# Neocalosoter perpulcher
Neocalosoter perpulcher är en stekelart som först beskrevs av Alan Parkhurst Dodd 1927.  Neocalosoter perpulcher ingår i släktet Neocalosoter och familjen puppglanssteklar. Inga underarter finns listade i Catalogue of Life.